# Atil
Atil é um município do estado de Sonora, no México.